# Brucepattersonius
A Brucepattersonius az emlősök (Mammalia) osztályának rágcsálók (Rodentia) rendjébe, ezen belül a hörcsögfélék (Cricetidae) családjába tartozó nem.

## Rendszerezés
A nembe az alábbi 8 faj tartozik:
- Brucepattersonius albinasus Hershkovitz, 1998
- Brucepattersonius griserufescens Hershkovitz, 1998
- Brucepattersonius guarani Mares & Braun, 2000
- Brucepattersonius igniventris Hershkovitz, 1998
- Brucepattersonius iheringi Thomas, 1896
- Brucepattersonius misionensis Mares & Braun, 2000
- Brucepattersonius paradisus Mares & Braun, 2000
- Brucepattersonius soricinus Hershkovitz, 1998 - típusfaj